# Alemanes de los Cárpatos

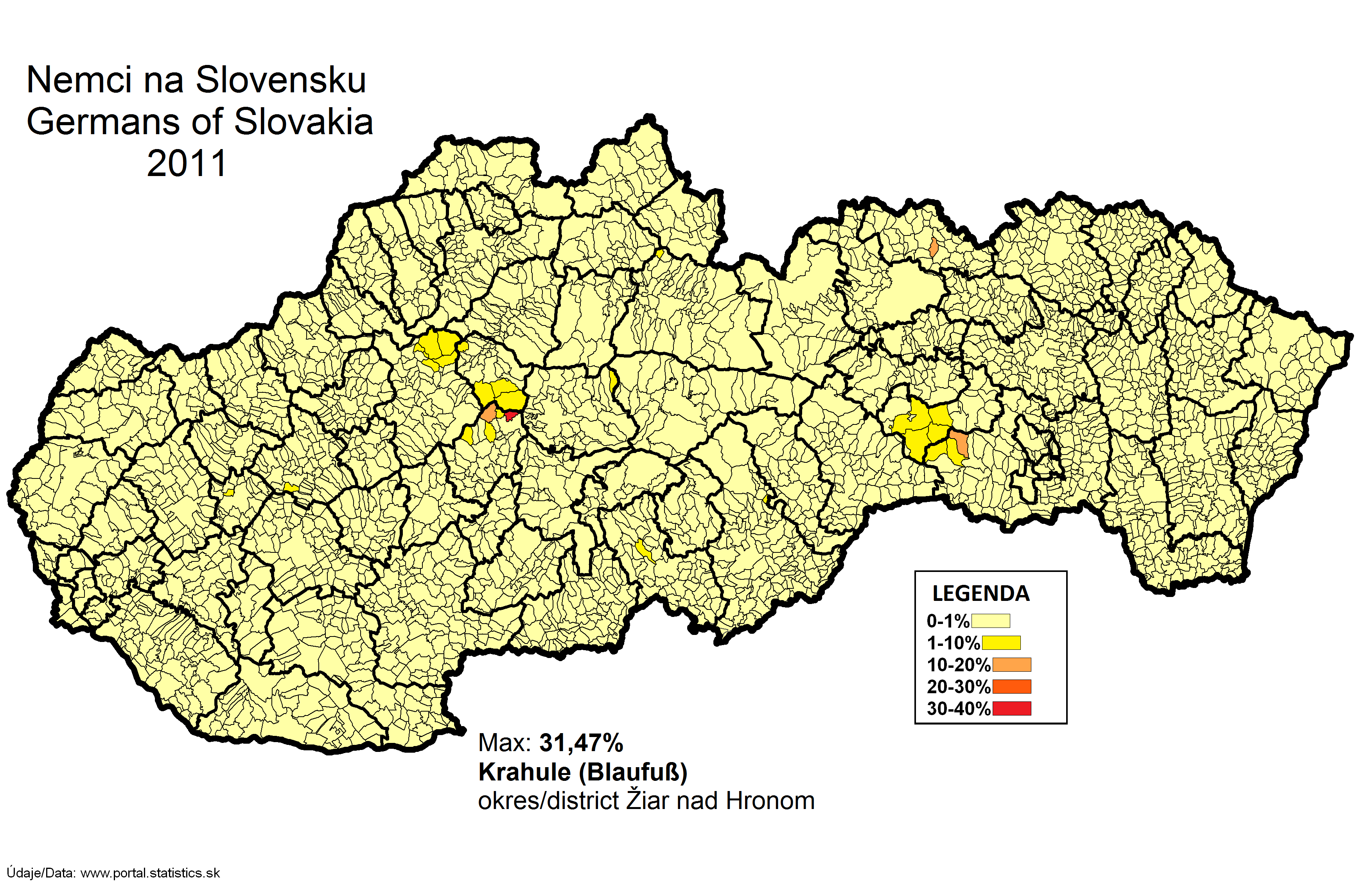
Alemanas en los municipios de Eslovaquia en 2011.

Los alemanes de los Cárpatos (alemán: Karpatendeutsche, húngaro: kárpátnémetek o Felvidéki németek, eslovaco: karpatskí Nemci), a veces llamados simplemente alemanes eslovacos (alemán: Slowakeideutsche) son un grupo de alemanes étnicos del territorio de la actual Eslovaquia. El término fue acuñado por Raimund Friedrich Kaindl, y a veces también es usado para referirse a los alemanes de la Rutenia carpática.
Los alemanes se establecieron en el territorio norte del Reino de Hungría (territorio de la actual Eslovaquia) desde los siglos XII al XV (ver: Ostsiedlung), especialmente después de la invasión mongola de 1241. Probablemente hubo algunos pobladores aislados del área de Presburgo (Bratislava) con anterioridad. Generalmente eran atraídos e invitados por reyes que buscaban especialistas en diversos oficios, como artesanos y mineros, y estaban deseosos de poblar sus tierras con alemanes. Las principales zonas de asentamiento fueron en las cercanías de Pressburg con algunas islas idiomáticas en Zips y las regiones de Hauerland. A su vez, los pobladores de la región de Zips fueron conocidos como Zipser Sachsen ('Sajonia del Zips'). Hasta aproximadamente el siglo XV, las clases dominantes de la mayoría de las ciudades de la actual Eslovaquia, consistían casi exclusivamente de alemanes.